# Згорњи Јанжевски Врх
Згорњи Јанжевски Врх (словен. Zgornji Janževski Vrh) је насељено место у општини Рибница на Похорју, Корушка регија, Словенија.

## Историја
До територијалне реорганизације у Словенији био је у саставу старе општине Радље об Драви. Као самостално насељено место Згорњи Јанжевски Врх постоји од 1994. године. Настао је издвајањем дела из насеља Јанжевски Врх (Подвелка).

## Становништво
У попису становништва из 2011. године, Згорњи Јанжевски Врх је имао 26 становника.
| Број становника према пописима | Број становника према пописима |
| ------------------------------ | ------------------------------ |
| 2002                           | 2011                           |
| 33                             | 26                             |

Напомена: Године 1994. настала издвајањем дела из насеља Јанжевски Врх (Подвелка).